# Квадратное уравнение
Квадра́тное уравне́ние — алгебраическое уравнение второй степени с общим видом
{\displaystyle ax^{2}+bx+c=0,\;a\neq 0,}
в котором {\displaystyle x} — неизвестное, а коэффициенты {\displaystyle a}, {\displaystyle b} и {\displaystyle c} — вещественные или комплексные числа.
Выражение ax² + bx + c называется квадратным трёхчленом. Корень уравнения {\displaystyle ax^{2}+bx+c=0} — это значение неизвестного {\displaystyle x}, обращающее квадратный трёхчлен в ноль, а квадратное уравнение в верное числовое равенство. Также это значение называется корнем самого многочлена {\displaystyle ax^{2}+bx+c}.
Элементы квадратного уравнения имеют собственные названия:
- {\displaystyle a} называют первым или старшим коэффициентом,
- {\displaystyle b} называют вторым, средним коэффициентом или коэффициентом при {\displaystyle x},
- {\displaystyle c} называют свободным коэффициентом.

Приведённым называют квадратное уравнение, в котором старший коэффициент равен единице. Такое уравнение может быть получено делением всего выражения на старший коэффициент {\displaystyle a}:
{\displaystyle x^{2}+px+q=0,\quad p={\dfrac {b}{a}},\quad q={\dfrac {c}{a}}.}
Полным называют такое квадратное уравнение, все коэффициенты которого отличны от нуля.
Неполным называется такое квадратное уравнение, в котором хотя бы один из коэффициентов, кроме старшего (либо второй коэффициент, либо свободный член), равен нулю.
Квадратное уравнение является разрешимым в радикалах, то есть его корни могут быть выражены через коэффициенты в общем виде.

## Исторические сведения о квадратных уравнениях

### Древний Вавилон
Уже во втором тысячелетии до нашей эры вавилоняне знали, как решать квадратные уравнения. Решение их в Древнем Вавилоне было тесно связано с практическими задачами, в основном такими, как измерение площади земельных участков, земельные работы, связанные с военными нуждами; наличие этих познаний также обусловлено развитием математики и астрономии вообще. Были известны способы решения как полных, так и неполных квадратных уравнений. Приведём примеры квадратных уравнений, решавшихся в Древнем Вавилоне, используя современную алгебраическую запись:
{\displaystyle x^{2}+x={\frac {3}{4}};\ x^{2}-x=14{\frac {1}{2}}.}
Правила решения квадратных уравнений во многом аналогичны современным, однако в вавилонских текстах не зафиксированы рассуждения, путём которых эти правила были получены.

### Индия
Задачи, решаемые с помощью квадратных уравнений, встречаются в трактате по астрономии «Ариабхаттиам», написанном индийским астрономом и математиком Ариабхатой в 499 году нашей эры. Один из первых известных выводов формулы корней квадратного уравнения принадлежит индийскому учёному Брахмагупте (около 598 г.); Брахмагупта изложил универсальное правило решения квадратного уравнения, приведённого к каноническому виду: {\displaystyle ax^{2}+bx=c;} притом предполагалось, что в нём все коэффициенты, кроме {\displaystyle a,} могут быть отрицательными. Сформулированное учёным правило по своему существу совпадает с современным.

## Корни квадратного уравнения на множестведействительных чисел

### I способ. Общая формула для вычисления корней с помощью дискриминанта
Дискриминантом квадратного уравнения {\displaystyle ax^{2}+bx+c=0} называется величина {\displaystyle {\mathcal {D}}=b^{2}-4ac}.
| Условие           | {\displaystyle {\mathcal {D}}>0}                                       | {\displaystyle {\mathcal {D}}=0}                            | {\displaystyle {\mathcal {D}}<0} |
| Количество корней | Два корня                                                              | Один корень кратности 2 (другими словами, два равных корня) | Действительных корней нет        |
| Формула           | {\displaystyle x_{1,2}={\frac {-b\pm {\sqrt {\mathcal {D}}}}{2a}}} (1) | {\displaystyle x=-{\frac {b}{2a}}}                          | —                                |

- Формулу (1) можно получить следующим образом:

{\displaystyle ax^{2}+bx+c=0}
{\displaystyle ax^{2}+bx=-c}
Умножаем каждую часть на {\displaystyle 4a} и прибавляем {\displaystyle b^{2}}:
{\displaystyle 4a^{2}x^{2}+4abx+b^{2}=-4ac+b^{2}}
{\displaystyle (2ax+b)^{2}=-4ac+b^{2}}
{\displaystyle 2ax+b=\pm {\sqrt {-4ac+b^{2}}}}
{\displaystyle 2ax=-b\pm {\sqrt {-4ac+b^{2}}}}
{\displaystyle x_{1,2}={\frac {-b\pm {\sqrt {b^{2}-4ac}}}{2a}}}
{\displaystyle x_{1,2}={\frac {-b\pm {\sqrt {\mathcal {D}}}}{2a}}.}
- Формула для случая {\displaystyle {\mathcal {D}}=0} является частным случаем формулы (1):

{\displaystyle x={\frac {-b\pm {\sqrt {\mathcal {D}}}}{2a}}={\frac {-b\pm {\sqrt {0}}}{2a}}=-{\frac {b}{2a}}.}
- Для случая {\displaystyle {\mathcal {D}}<0} отсутствие вещественных корней также следует из формулы (1), поскольку квадратный корень из отрицательного числа не принадлежит множеству вещественных чисел.

Следствия:
- трёхчлен {\displaystyle ax^{2}+bx+c} есть полный квадрат суммы или разности в том и только в том случае, если {\displaystyle {\mathcal {D}}=0};
- Дискриминант можно найти по формуле: {\displaystyle {\mathcal {D}}=a^{2}\left(x_{+}-x_{-}\right)^{2}};
- {\displaystyle x_{\pm }={\frac {2c}{-b\mp {\sqrt {\mathcal {D}}}}}}.

Данный метод универсальный, однако не единственный.

### II способ. Корни квадратного уравнения при чётном коэффициентеb
Для уравнений вида {\displaystyle ax^{2}+2kx+c=0}, то есть при чётном {\displaystyle b}, где
{\displaystyle k={\dfrac {1}{2}}b,}
вместо формулы (1) для нахождения корней существует возможность использования более простых выражений.
Примечание: данные ниже формулы можно получить, подставив в стандартные формулы выражение b = 2k, через несложные преобразования.
| Дискриминант | Дискриминант                                        | Корни | Корни                                                           | Корни                                           |
| неприведённое | приведённое                                         | D > 0 | неприведённое                                                   | приведённое                                     |
| удобнее вычислять значение четверти дискриминанта: {\displaystyle {\dfrac {\mathcal {D}}{4}}=k^{2}-ac} Все необходимые свойства при этом сохраняются. | {\displaystyle {\dfrac {\mathcal {D}}{4}}=k^{2}-c}. | D > 0 | {\displaystyle x_{1,2}={\dfrac {-k\pm {\sqrt {k^{2}-ac}}}{a}}.} | {\displaystyle x_{1,2}=-k\pm {\sqrt {k^{2}-c}}} |
| удобнее вычислять значение четверти дискриминанта: {\displaystyle {\dfrac {\mathcal {D}}{4}}=k^{2}-ac} Все необходимые свойства при этом сохраняются. | {\displaystyle {\dfrac {\mathcal {D}}{4}}=k^{2}-c}. | D = 0 | {\displaystyle x={\dfrac {-k}{a}}}                              | {\displaystyle x=-k}                            |

### III способ. Решение неполных квадратных уравнений
К решению неполных квадратных уравнений практикуется особый подход. Рассматриваются три возможных ситуации.
| b = 0, c = 0 | b=0; c≠0 | b≠0; c=0 |
| {\displaystyle {\begin{alignedat}{2}ax^{2}&=0,\\x^{2}&=0,\\x&=0.\end{alignedat}}} (процесс преобразования специально показан подробно, на практике можно сразу переходить к последнему равенству) | {\displaystyle {\begin{aligned}ax^{2}+c&=0,\\ax^{2}&=-c,\\x^{2}&=-{\dfrac {c}{a}},\\x_{1,2}&=\pm {\sqrt {-{\dfrac {c}{a}}}}.\end{aligned}}}Если {\displaystyle -{\dfrac {c}{a}}>0}, то уравнение имеет два действительных корня (разных по знаку), a если {\displaystyle -{\dfrac {c}{a}}<0}, то уравнение не имеет действительных корней. | {\displaystyle {\begin{aligned}ax^{2}+bx&=0,\\x(ax+b)&=0,\end{aligned}}} {\displaystyle x=0} или {\displaystyle ax+b=0,}{\displaystyle x_{1}=0,\quad x_{2}=-{\dfrac {b}{a}}.} Такое уравнение обязательно имеет два действительных корня, причём один из них всегда равен нулю. |

### IV способ. Использование частных соотношений коэффициентов
Существуют частные случаи квадратных уравнений, в которых коэффициенты находятся в соотношениях между собой, позволяющих решать их гораздо проще.

#### Корни квадратного уравнения, в котором сумма старшего коэффициента и свободного члена равна второму коэффициенту
Если в квадратном уравнении {\displaystyle ax^{2}+bx+c=0} сумма первого коэффициента и свободного члена равна второму коэффициенту: {\displaystyle a+c=b}, то его корнями являются {\displaystyle -1} и число, противоположное отношению свободного члена к старшему коэффициенту ({\displaystyle -{\frac {c}{a}}}).
Способ 1. Сначала выясним, действительно ли такое уравнение имеет два корня (в том числе, два совпадающих):
{\displaystyle {\mathcal {D}}=b^{2}-4ac=(a+c)^{2}-4ac=a^{2}+2ac+c^{2}-4ac=a^{2}-2ac+c^{2}=(a-c)^{2}}.
Да, это так, ведь при любых действительных значениях коэффициентов {\displaystyle (a-c)^{2}\geqslant 0}, а значит и дискриминант неотрицателен. Таким образом, если {\displaystyle a\not =c}, то уравнение имеет два корня, если же {\displaystyle a=c}, то оно имеет только один корень.
Найдём эти корни:
{\displaystyle x_{1,2}={\frac {-b\pm {\sqrt {\mathcal {D}}}}{2a}}={\frac {-(a+c)\pm {\sqrt {(a-c)^{2}}}}{2a}}={\frac {-a-c\pm |a-c|}{2a}}={\frac {-a-c\pm a\mp c}{2a}}}.
{\displaystyle x_{1}={\frac {-a-c-a+c}{2a}}={\frac {-2a}{2a}}=-1;}
{\displaystyle x_{2}={\frac {-a-c+a-c}{2a}}={\frac {-2c}{2a}}=-{\frac {c}{a}}.}
В частности, если {\displaystyle a=c}, то корень будет один: {\displaystyle -1.}
Используем геометрическую модель корней квадратного уравнения: их мы будем рассматривать как точки пересечения параболы {\displaystyle y=ax^{2}+bx+c} с осью абсцисс. Всякая парабола вне зависимости от задающего её выражения является фигурой, симметричной относительно прямой {\displaystyle x=-{\frac {b}{2a}}}. Это означает, что отрезок всякой перпендикулярной к ней прямой, отсекаемый на ней параболой, делится осью симметрии пополам. Сказанное, в частности, верно и для оси абсцисс. Таким образом, для всякой параболы справедливо одно из следующих равенств: {\displaystyle -{\frac {b}{2a}}+\rho (x_{1};-{\frac {b}{2a}})=x_{2}}  (если {\displaystyle x_{1}<x_{2}}) или  {\displaystyle -{\frac {b}{2a}}-\rho (-{\frac {b}{2a}};x_{1})=x_{2}} (если верно неравенство противоположного смысла). Используя тождество {\displaystyle \rho (a;b)=|a-b|}, выражающее геометрический смысл модуля, а также принимая, что {\displaystyle x_{1}=-1} (это можно доказать, подставив равенство в квадратный трёхчлен: {\displaystyle a\cdot (-1)^{2}+b\cdot (-1)+c=(a+c)-b=0}, поэтому -1 - корень такого уравнения) , приходим к следующему равенству: {\displaystyle -{\frac {b}{2a}}\pm |-{\frac {b}{2a}}-(-1)|=x_{2}.} Если учитывать, что разность в том случае, когда мы прибавляем модуль, всегда положительна, а в том, когда отнимаем - отрицательна, что говорит о тождественности этих случаев, и, к тому же, помня о равенстве {\displaystyle b-a=c}, раскрываем модуль: {\displaystyle x_{2}=-{\frac {b}{2a}}-{\frac {b}{2a}}+1=-{\frac {2b-2a}{2a}}=-{\frac {b-a}{a}}=-{\frac {c}{a}}}. Во втором случае, совершив аналогичные преобразования, придём к тому же результату,  ч. т. д.
Способ 3 [разложение на множители].
Совершим подстановку условия {\displaystyle a+c=b} в уравнение {\displaystyle ax^{2}+bx+c=0}. Тогда {\displaystyle ax^{2}+(a+c)x+c=0\Longleftrightarrow ax(x+1)+c(x+1)=0\Longleftrightarrow (x+1)(ax+c)=0.}
Откуда {\displaystyle x=-1} либо {\displaystyle x=-{\frac {c}{a}}}.
Способ 4 [эвристический]. Применим следующее соображение: «Если для объектов {\displaystyle A}, {\displaystyle B} и {\displaystyle C} найдутся такие ненулевые числа {\displaystyle \alpha } и {\displaystyle \beta }, что выполняется равенство {\displaystyle \alpha A+\beta B=\left(\alpha +\beta \right)C}, тогда {\displaystyle A=B=C} либо же {\displaystyle {\frac {\alpha }{\beta }}={\frac {C-B}{A-C}}} ({\displaystyle \alpha \neq \beta })», в истинности которого несложно убедиться.
Уравнение {\displaystyle ax^{2}+bx+c=0} представим в виде {\displaystyle ax^{2}+cx^{0}=b(-x^{1})}. С учётом того, что {\displaystyle a+c=b} и написанного выше, делаем вывод: {\displaystyle x^{2}=x^{0}=-x^{1}}, или, что то же самое, {\displaystyle x=-x^{0}=-1}. Второй (отличный от этого) корень ищется по формуле {\displaystyle {\frac {x^{2}-(-x)}{-x-1}}={\frac {c}{a}}}. Применяя основное свойство дроби ({\displaystyle x\neq -1}) и свойство алгебраического равенства (умножение на {\displaystyle -1}), получим требуемый результат: {\displaystyle x=-{\frac {c}{a}}}.
Отсюда следует, что перед решением какого-либо квадратного уравнения целесообразна проверка возможности применения к нему этой теоремы: сравнить сумму старшего коэффициента и свободного члена со вторым коэффициентом.

#### Корни квадратного уравнения, сумма всех коэффициентов которого равна нулю
Если в квадратном уравнении сумма всех его коэффициентов равна нулю ({\displaystyle a+b+c=0}), то корнями такого уравнения являются {\displaystyle 1} и отношение свободного члена к старшему коэффициенту ({\displaystyle {\frac {c}{a}}}).
Способ 1. Прежде всего заметим, что из равенства {\displaystyle a+b+c=0} следует, что  {\displaystyle b=-(a+c)}
Установим количество корней:
{\displaystyle {\mathcal {D}}=b^{2}-4ac=(-(a+c))^{2}-4ac=a^{2}+2ac+c^{2}-4ac=a^{2}-2ac+c^{2}=(a-c)^{2}.}
При любых значениях коэффициентов уравнение имеет хотя бы один корень: действительно, ведь при любых значениях коэффициентов {\displaystyle (a-c)^{2}\geqslant 0}, а значит и дискриминант неотрицателен. Обратите внимание, что если {\displaystyle a\not =c}, то уравнение имеет два корня, если же {\displaystyle a=c}, то только один.
Найдём эти корни:
{\displaystyle x_{1,2}={\frac {-b\pm {\sqrt {\mathcal {D}}}}{2a}}={\frac {a+c\pm {\sqrt {(a-c)^{2}}}}{2a}}={\frac {a+c\pm |a-c|}{2a}}={\frac {a+c\pm a\mp c}{2a}};}
{\displaystyle x_{1}={\frac {a+c+a-c}{2a}}={\frac {2a}{2a}}=1;}
{\displaystyle x_{2}={\frac {a+c-a+c}{2a}}={\frac {2c}{2a}}={\frac {c}{a}},}
что и требовалось доказать.
В частности, если {\displaystyle a=c}, то уравнение имеет только один корень, которым является число {\displaystyle 1}.
Способ 2. Пользуясь данным выше определением корня квадратного уравнения, обнаруживаем путём подстановки, что число 1 является таковым в рассматриваемом случае: {\displaystyle a\cdot 1^{2}+b\cdot 1+c=0} - верное равенство, следовательно, единица - корень такого вида квадратных уравнений. Далее, по теореме Виета находим второй корень: согласно этой теореме, произведение корней уравнения равно числу, равному отношению свободного члена к старшему коэффициенту - {\displaystyle x_{1}x_{2}={\frac {c}{a}}\Rightarrow x_{2}={\frac {c}{ax_{1}}}={\frac {c}{a\cdot 1}}={\frac {c}{a}}}, ч.т.д.
Отсюда следует, что перед решением уравнения стандартными методами целесообразна проверка применимости к нему этой теоремы, а именно сложение всех коэффициентов данного уравнения и установление, не равна ли нулю эта сумма.

### V способ. Разложение квадратного трёхчлена на линейные множители
Если трёхчлен вида {\displaystyle ax^{2}+bx+c~(a\not =0)} удастся каким-либо образом представить в качестве произведения линейных множителей {\displaystyle (kx+m)(lx+n)=0}, то можно найти корни уравнения {\displaystyle ax^{2}+bx+c=0} — ими будут {\displaystyle -{\frac {m}{k}}} и {\displaystyle -{\frac {n}{l}}}, действительно, ведь {\displaystyle (kx+m)(lx+n)=0\Longleftrightarrow {\biggl [}{\begin{array}{lcl}kx+m=0,\\lx+n=0,\end{array}}} а решив указанные линейные уравнения, получим вышеописанное. Квадратный трёхчлен не всегда раскладывается на линейные множители с действительными коэффициентами: это возможно, если соответствующее ему уравнение имеет действительные корни.
Рассматриваются некоторые частные случаи.

#### Использование формулы квадрата суммы (разности)
Если квадратный трёхчлен имеет вид {\displaystyle (ax)^{2}+2abx+b^{2}}, то применив к нему названную формулу, можно разложить его на линейные множители и, значит, найти корни:
{\displaystyle (ax)^{2}+2abx+b^{2}=(ax+b)^{2},}
{\displaystyle (ax+b)^{2}=0,}
{\displaystyle x=-{\frac {b}{a}}.}

#### Выделение полного квадрата суммы (разности)
Также названную формулу применяют, пользуясь методом, получившим названия «выделение полного квадрата суммы (разности)». Применительно к приведённому квадратному уравнению с введёнными ранее обозначениями, это означает следующее:
1. прибавляют и отнимают одно и то же число:
{\displaystyle x^{2}+px+({\frac {p}{2}})^{2}-({\frac {p}{2}})^{2}+q=0;}.
2. применяют формулу к полученному выражению, переносят вычитаемое и свободный член в правую часть:
{\displaystyle (x^{2}+2{\frac {p}{2}}x+({\frac {p}{2}})^{2})+(-({\frac {p}{2}})^{2}+q)=0,} 
 {\displaystyle (x+{\frac {p}{2}})^{2}={\frac {p^{2}}{4}}-q;}
3. извлекают из левой и правой частей уравнения квадратный корень и выражают переменную:
{\displaystyle x+{\frac {p}{2}}=\pm {\sqrt {{\frac {p^{2}}{4}}-q}},}
{\displaystyle x_{1,2}=-{\frac {p}{2}}\pm {\sqrt {{\frac {p^{2}}{4}}-q}}.}

Примечание: данная формула совпадает с предлагаемой в разделе «Корни приведённого квадратного уравнения», которую, в свою очередь, можно получить из общей формулы (1) путём подстановки равенства a = 1. Этот факт не просто совпадение: описанным методом, произведя, правда, некоторые дополнительные рассуждения, можно вывести и общую формулу, а также доказать свойства дискриминанта.

### VI способ. Использование прямой и обратной теоремы Виета
Прямая теорема Виета (см. ниже) и обратная ей теорема позволяют решать приведённые квадратные уравнения устно, не прибегая к вычислениям по формуле (1).
Согласно обратной теореме, всякая пара чисел (число) {\displaystyle x_{1},x_{2}}, будучи решением системы уравнений
{\displaystyle {\begin{cases}x_{1}+x_{2}=-p,\\x_{1}x_{2}=q,\end{cases}}}
являются корнями уравнения {\displaystyle x^{2}+px+q=0}.
Подобрать устно числа, удовлетворяющие этим уравнениям, поможет прямая теорема. С её помощью можно определить знаки корней, не зная сами корни. Для этого следует руководствоваться правилом:
1) если свободный член отрицателен, то корни имеют различный знак, и наибольший по модулю из корней — знак, противоположный знаку второго коэффициента уравнения;
2) если свободный член положителен, то оба корня обладают одинаковым знаком, и это — знак, противоположный знаку второго коэффициента.

### VII способ. Метод «переброски»
По своей сущности метод «переброски» является просто модификацией теоремы Виета.
Метод «переброски» — это сведение уравнения, которое нельзя привести так, чтобы все коэффициенты остались целыми, к приведённому уравнению с целыми коэффициентами:
1) умножаем обе части на старший коэффициент:
{\displaystyle ax^{2}+bx+c=0\quad \mid \;\cdot a,}
{\displaystyle (ax)^{2}+b(ax)+ac=0;}
2) заменяем {\displaystyle y=ax\colon }
{\displaystyle y^{2}+by+ac=0.}
Далее решаем уравнение относительно {\displaystyle y} по методу, описанному выше, и находим {\displaystyle x={\dfrac {y}{a}}}.
{\displaystyle 5x^{2}-26x+5=0,}
{\displaystyle {\begin{cases}x={\dfrac {y}{5}},\\y^{2}-26y+25=0;\end{cases}}}
Сумма коэффициентов при степенях введённого неизвестного {\displaystyle y} равна нулю, поэтому 
{\displaystyle y_{1}=1,\quad y_{2}=25.}
Возвращаемся к «старой» переменной:
{\displaystyle x_{1}={\dfrac {1}{5}},\quad x_{2}=5.}
Ответ: {\displaystyle \left\{{\dfrac {1}{5}};\;5\right\}}.

## Графическое решение квадратного уравнения
Графиком квадратичной функции является парабола. Решениями (корнями) квадратного уравнения называют абсциссы точек пересечения параболы с осью абсцисс. Если парабола, описываемая квадратичной функцией, не пересекается с осью абсцисс, уравнение не имеет вещественных корней. Если парабола пересекается с осью абсцисс в одной точке (в вершине параболы), уравнение имеет один вещественный корень (также говорят, что уравнение имеет два совпадающих корня). Если парабола пересекает ось абсцисс в двух точках, уравнение имеет два вещественных корня (см. изображение справа.)
Если коэффициент {\displaystyle a} положительный, ветви параболы направлены вверх и наоборот. Если коэффициент {\displaystyle b} положительный (при положительном {\displaystyle a}, при отрицательном наоборот), то вершина параболы лежит в левой полуплоскости и наоборот.

### Графический способ решения квадратных уравнений
Помимо универсального способа, описанного выше, существует так называемый графический способ. В общем виде этот способ решения рационального уравнения вида {\displaystyle f(x)=g(x)} заключается в следующем: в одной системе координат строят графики функций {\displaystyle y=f(x)} и {\displaystyle y=g(x)} и находят абсциссы общих точек этих графиков; найденные числа и будут корнями уравнения.
Есть всего пять основных способов графического решения квадратных уравнений.

#### Приём I
Для решения квадратного уравнения {\displaystyle ax^{2}+bx+c=0} строится график функции {\displaystyle y=ax^{2}+bx+c}
и отыскиваются абсциссы точек пересечения такого графика с осью {\displaystyle x}.

#### Приём II
Для решения того же уравнения этим приёмом уравнение преобразуют к виду {\displaystyle ax^{2}=-bx-c}
и строят в одной системе координат графики квадратичной функции {\displaystyle y=ax^{2}} и линейной функции {\displaystyle y=-bx-c}, затем находят абсциссу точек их пересечения.

#### Приём III
Данный приём подразумевает преобразование исходного уравнения к виду {\displaystyle a(x+l)^{2}+m=0}, используя метод выделения полного квадрата суммы (разности) и затем в {\displaystyle a(x+l)^{2}=-m}. После этого строятся график функции {\displaystyle y=a(x+l)^{2}} (им является график функции {\displaystyle y=ax^{2}}, смещённый на {\displaystyle |l|} единиц масштаба вправо или влево в зависимости от знака) и прямую {\displaystyle y=-m}, параллельную оси абсцисс. Корнями уравнения будут абсциссы точек пересечения параболы и прямой.

#### Приём IV
Квадратное уравнение преобразуют к виду {\displaystyle ax^{2}+c=-bx}, строят график функции {\displaystyle y=ax^{2}+c} (им является график функции {\displaystyle y=ax^{2}}, смещённый на {\displaystyle c} единиц масштаба вверх, если этот коэффициент положителен, либо вниз, если он отрицателен), и {\displaystyle y=-bx}, находят абсциссы их общих точек.

#### Приём V
Квадратное уравнение преобразуют к особому виду:
{\displaystyle {\dfrac {ax^{2}}{x}}+{\dfrac {bx}{x}}+{\dfrac {c}{x}}={\dfrac {0}{x}};}
{\displaystyle ax+b+{\dfrac {c}{x}}=0;}
затем
{\displaystyle ax+b=-{\dfrac {c}{x}}.}
Совершив преобразования, строят графики линейной функции {\displaystyle y=ax+b} и обратной пропорциональности {\displaystyle y=-{\frac {c}{x}};\ (c\not =0)}, отыскивают абсциссы точек пересечения этих графиков. Этот приём имеет границу применимости: если {\displaystyle c=0}, то приём не используется.

### Решение квадратных уравнений с помощью циркуля и линейки
Описанные выше приёмы графического решения имеют существенные недостатки: они достаточно трудоёмки, при этом точность построения кривых — парабол и гипербол — низка. Указанные проблемы не присущи предлагаемому ниже методу, предполагающему относительно более точные построения циркулем и линейкой.
Чтобы произвести такое решение, нужно выполнить нижеследующую последовательность действий.
1. Построить в системе координат {\displaystyle Oxy} окружность с центром в точке {\displaystyle S\left(-{\dfrac {b}{2a}};{\dfrac {a+c}{2a}}\right)}, пересекающую ось {\displaystyle Oy} в точке {\displaystyle C\left(0;\,1\right)}.
2. Далее возможны три случая:
  - длина радиуса окружности превышает длину перпендикуляра к оси абсцисс, опущенного из точки {\displaystyle S}: в этом случае окружность пересекает ось {\displaystyle Ox} в двух точках, а уравнение имеет два действительных корня, равных абсциссам этих точек;
  - радиус равен перпендикуляру: одна точка и один вещественный корень кратности 2;
  - радиус меньше перпендикуляра: корней в множестве {\displaystyle \mathbb {R} } нет.

Рассматриваемый способ предполагает построение окружности, пересекающей ось ординат в точках (точке), абсциссы которых являются корнями (или корнем) решаемого уравнения. Как нужно строить такую окружность? Предположим, что она уже построена. Окружность определяется однозначно заданием трёх своих точек. Пусть в случае, если корня два, это будут точки {\displaystyle A(x_{1};0),B(x_{2};0),C(0;1)}, где {\displaystyle x_{1},x_{2}}, естественно, действительные корни квадратного уравнения (подчёркиваем: если они имеются). Найдём координаты центра такой окружности. Для этого докажем, что эта окружность проходит через точку {\displaystyle D(0;{\frac {c}{a}})}. Действительно, согласно теореме о секущих, в принятых обозначениях выполняется равенство {\displaystyle OA\cdot OB=OC\cdot OD} (см рисунок). Преобразовывая это выражение, получаем величину отрезка OD, которой и определяется искомая ордината точки D: {\displaystyle OD={\dfrac {OA\cdot OB}{OC}}={\frac {x_{1}x_{2}}{1}}={\frac {c}{a}}} (в последнем преобразовании использована теорема Виета (см. ниже в одноимённом разделе)). Если же корень один, то есть ось абсцисс будет касательной к такой окружности, и окружность пересекает ось y в точке с ординатой 1, то она обязательно пересечёт её и в точке с указанной выше ординатой (в частности, если 1=c/a, это могут быть совпадающие точки), что доказывается аналогично с использованием уже теоремы о секущей и касательной, являющаяся частным случаем теоремы о секущих. В первом случае ({\displaystyle {\dfrac {c}{a}}\not =1}), определяющими будут точка касания, точка оси y с ординатой 1, и её же точка с ординатой {\displaystyle {\dfrac {c}{a}}}. Если c/a и 1 - совпадающие точки, а корня два, определяющими будут эта точка и точки пересечения с осью абсцисс. В случае, когда (1=c/a) и корень один, указанных сведений достаточно для доказательства, так как такая окружность может быть только одна - её центром будет вершина квадрата, образуемого отрезками касательных и перпендикулярами, а радиус - стороне этого квадрата, составляющей 1. Пускай S - центр окружности, имеющей с осью абсцисс две общие точки. Найдём его координаты: для этого опустим от этой точки перпендикуляры к координатным осям. Концы этих перпендикуляров будут серединами отрезков AB и CD - ведь треугольники ASB и CSD равнобедренные, так как в них AS=BS=CS=DS как радиусы одной окружности, следовательно, высоты в них, проведённые к основаниям, также являются и медианами.  Найдём координаты середин названных отрезков. Так как парабола симметрична относительно прямой {\displaystyle x=-{\dfrac {b}{2a}}}, то точка этой прямой с такой же абсциссой будет являться серединой отрезка AB. Следовательно, абсцисса точки S равна этому числу. В случае же, если уравнение имеет один корень, то ось x является касательной по отношению к окружности,поэтому, согласно её свойству, её радиус перпендикулярен оси, следовательно, и в этом случае указанное число - абсцисса центра. Её ординату найдём так: {\displaystyle {\dfrac {CD}{2}}={\dfrac {OC+(OC+CD)}{2}}={\dfrac {OC+OD}{2}}={\dfrac {1+{\dfrac {c}{a}}}{2}}={\dfrac {a+c}{2a}}}. В третьем из возможных случаев, когда c\a=1 (и, значит, a=c), то {\displaystyle {\dfrac {c}{a}}=1={\dfrac {2a}{2a}}={\dfrac {a+c}{2a}}}.
Итак, нами найдены необходимые для построения данные. Действительно, если мы построим окружность с центром в точке {\displaystyle S(-{\dfrac {b}{2a}};{\dfrac {c+a}{2a}})}, проходящую через точку {\displaystyle C(0;1)}, то она, в случаях, когда уравнение имеет действительные корни, пересечёт ось x в точках, абсциссы которых есть эти корни. Причём, если длина радиуса больше длины перпендикуляра к оси Ox, то уравнение имеет два корня  (предположив обратное, мы бы получили противоречие с доказанным выше), если длины равны, то один (по той же причине), если же длина радиуса меньше длины перпендикуляра, то окружность не имеет общих точек с осью x, следовательно, и действительных корней у уравнения нет (доказывается тоже от противного: если корни есть, то окружность, проходящая через A, B, C совпадает с данной, и поэтому пересекает ось, однако она не должна пересекать ось абсцисс по условию, значит, предположение неверно).

## Корни квадратного уравнения на множествекомплексных чисел

### Уравнение с действительными коэффициентами
Квадратное уравнение с вещественными коэффициентами {\displaystyle a,~b,~c} всегда имеет с учётом кратности два комплексных корня, о чём гласит основная теорема алгебры. При этом, в случае неотрицательного дискриминанта корни будут вещественными, а в случае отрицательного — комплексно-сопряжёнными:
- при {\displaystyle {\mathcal {D}}>0} уравнение будет иметь два вещественных корня:
{\displaystyle x_{1,2}={\dfrac {-b\pm {\sqrt {\mathcal {D}}}}{2a}};}
- при {\displaystyle {\mathcal {D}}=0} — один корень кратности 2 (другими словами, два одинаковых корня):
{\displaystyle x=-{\frac {b}{2a}};}
- при {\displaystyle {\mathcal {D}}<0} — два комплексно-сопряжённых корня, выражающихся той же формулой, что и для положительного дискриминанта. Также её можно переписать так, чтобы она не содержала отрицательного подкоренного выражения, следующим образом:
{\displaystyle x_{1,2}={\dfrac {-b\pm {\sqrt {\mathcal {D}}}}{2a}}={\dfrac {-b\pm i{\sqrt {|{\mathcal {D}}|}}}{2a}}.}

### Уравнение с комплексными коэффициентами
В комплексном случае квадратное уравнение решается по той же формуле (1) и указанным выше её вариантам, но различимыми являются только два случая: нулевого дискриминанта (один двукратный корень) и ненулевого (два корня единичной кратности).

## Корни приведённого квадратного уравнения
Квадратное уравнение вида {\displaystyle x^{2}+px+q=0,} в котором старший коэффициент {\displaystyle a} равен единице, называют приведённым. В этом случае формула для корней (1) упрощается до
{\displaystyle x_{1,2}=-{\frac {p}{2}}\pm {\sqrt {\left({\frac {p}{2}}\right)^{2}-q}}.}
Мнемонические правила:
- Из «Радионяни»:

«Минус» напишем сначала,

Рядом с ним p пополам,

«Плюс-минус» знак радикала,

С детства знакомого нам.

Ну, а под корнем, приятель,

Сводится всё к пустяку:

p пополам и в квадрате

Минус прекрасное q.

- Из «Радионяни» (второй вариант):

p, со знаком взяв обратным,

На два мы его разделим,

И от корня аккуратно

Знаком «минус-плюс» отделим.

А под корнем очень кстати

Половина p в квадрате

Минус q — и вот решенья,

То есть корни уравненья.

- Из «Радионяни» (третий вариант на мотив Подмосковных вечеров):

Чтобы x найти к половине p,
 
Взятой с минусом не забудь,

Радикал приставь с плюсом минусом,

Аккуратно, не как-нибудь.

А под ним квадрат половины p,
 
Ты, убавь на q и конец,

Будет формула приведенная,

Рассуждений твоих венец.

Будет формула приведенная,

Рассуждений твоих венец.

## ТеоремаВиета[3]

### Формулировка для приведённого квадратного уравнения
Сумма корней приведённого квадратного уравнения {\displaystyle x^{2}+px+q=0} (вещественных или комплексных) равна второму коэффициенту {\displaystyle p}, взятому с противоположным знаком, а произведение этих корней — свободному члену {\displaystyle q}:

С его помощью приведённые уравнения можно решать устно:
{\displaystyle x^{2}-8x+12=0,}
{\displaystyle {\begin{cases}x_{1}+x_{2}=8,\\x_{1}x_{2}=12,\end{cases}}}
{\displaystyle x_{1}=2,\quad x_{2}=6.}

### Для неприведённого квадратного уравнения
В общем случае, то есть для неприведённого квадратного уравнения {\displaystyle ax^{2}+bx+c=0\colon }
{\displaystyle {\begin{cases}x_{1}+x_{2}=-b/a,\\x_{1}x_{2}=c/a.\end{cases}}}
На практике (следуя методу «переброски») для вычисления корней применяется модификация теорема Виета:
{\displaystyle {\begin{cases}x_{1}+x_{2}=-b/a&\mid \cdot a,\\x_{1}x_{2}=c/a&\mid \cdot a^{2};\end{cases}}}
{\displaystyle {\begin{cases}(ax_{1})+(ax_{2})=-b,\\(ax_{1})(ax_{2})=ac,\end{cases}}}
по которой можно устно находить ax1, ax2, а оттуда — сами корни:
{\displaystyle 8x^{2}+2x-1=0,}
{\displaystyle {\begin{cases}8x_{1}+8x_{2}=-2,\\8x_{1}\cdot 8x_{2}=8\cdot (-1),\end{cases}}}
{\displaystyle 8x_{1}=-4,\quad 8x_{2}=2,}
{\displaystyle x_{1}=-{\tfrac {1}{2}},\quad x_{2}={\tfrac {1}{4}}.}
{\displaystyle 8x^{2}-2x-3=0,}
{\displaystyle {\begin{cases}8x_{1}+8x_{2}=2,\\8x_{1}\cdot 8x_{2}=-24,\end{cases}}}
{\displaystyle 8x_{1}=-4,\quad 8x_{2}=6,}
{\displaystyle x_{1}=-{\tfrac {1}{2}},\quad x_{2}={\tfrac {3}{4}}.}
Но у некоторых неприведённых уравнений корни можно устно угадать даже по стандартной теореме Виета:
{\displaystyle 5x^{2}-26x+5=0,}
{\displaystyle {\begin{cases}x_{1}+x_{2}={\tfrac {26}{5}}=5+{\tfrac {1}{5}},\\x_{1}x_{2}=1,\end{cases}}}
{\displaystyle x_{1}={\tfrac {1}{5}},\quad x_{2}=5.}

## Разложение квадратного трёхчлена на множители и теоремы, следующие из этого
Если известны оба корня квадратного трёхчлена, его можно разложить по формуле
{\displaystyle ax^{2}+bx+c=a(x-x_{1})(x-x_{2})} (2)

#### Доказательство
Для доказательства этого утверждения воспользуемся теоремой Виета. Согласно этой теореме, корни {\displaystyle x_{1}} и {\displaystyle x_{2}} квадратного уравнения {\displaystyle ax^{2}+bx+c=0} образуют соотношения с его коэффициентами: {\displaystyle x_{1}+x_{2}=-{\frac {b}{a}},\ x_{1}x_{2}={\frac {c}{a}}}. Подставим эти соотношения в квадратный трёхчлен:
{\displaystyle {\begin{alignedat}{2}ax^{2}+bx+c&=a(x^{2}+{\frac {b}{a}}x+{\frac {c}{a}})=a(x^{2}-(x_{1}+x_{2})x+x_{1}x_{2})=\\&=a(x^{2}-x_{1}x-x_{2}x+x_{1}x_{2})=a(x(x-x_{1})-x_{2}(x-x_{1}))\\&=a(x-x_{1})(x-x_{2}).\end{alignedat}}}
В случае нулевого дискриминанта это соотношение становится одним из вариантов формулы квадрата суммы или разности.
Из формулы (2) имеются два важных следствия:

#### Следствие 1
Если квадратный трёхчлен раскладывается на линейные множители с вещественными коэффициентами, то он имеет вещественные корни.

#### Доказательство
Пусть {\displaystyle ax^{2}+bx+c=(kx+m)(nx+l)}. Тогда, переписав это разложение, получим:
{\displaystyle (kx+m)(nx+l)=k(x+{\frac {m}{k}})n(x+{\frac {l}{n}})=kn(x-(-{\frac {m}{k}}))(x-(-{\frac {l}{n}}))}.
Сопоставив полученное выражение с формулой (2), находим, что корнями такого трёхчлена являются {\displaystyle -{\frac {m}{k}}} и {\displaystyle -{\frac {l}{n}}}. Так как коэффициенты вещественны, то и числа, противоположные их отношениям также являются элементами множества {\displaystyle \mathbb {R} }.

#### Следствие 2
Если квадратный трёхчлен не имеет вещественных корней, то он не раскладывается на линейные множители с вещественными коэффициентами.

#### Доказательство
Действительно, если мы предположим противное (что такой трёхчлен раскладывается на линейные множители), то, согласно следствию 1, он имеет корни в множестве {\displaystyle \mathbb {R} }, что противоречит условию, а потому наше предположение неверно, и такой трёхчлен не раскладывается на линейные множители.

Для квадратичной функции:
f (x) = x^{2} − x − 2 = (x + 1)(x − 2) действительной переменной x, x — координаты точки, где график пересекает ось абсцисс, x = −1 и x = 2, являются решениями квадратного уравнения: x^{2} − x − 2 = 0.

## Уравнения, сводящиеся к квадратным

### Алгебраические
Уравнение вида {\displaystyle a\cdot f^{2}(x)+b\cdot f(x)+c=0} является уравнением, сводящимся к квадратному.
В общем случае оно решается методом введения новой переменной, то есть заменой {\displaystyle f(x)=t,~t\in {\mathcal {E}}(f),} где {\displaystyle {\mathcal {E}}} — множество значений функции {\displaystyle f}, c последующим решением квадратного уравнения {\displaystyle a\cdot t^{2}+b\cdot t+c=0}.
Также при решении можно обойтись без замены, решив совокупность двух уравнений:
{\displaystyle f(x)={\frac {-b-{\sqrt {b^{2}-4\cdot a\cdot c}}}{2a}}} и
{\displaystyle f(x)={\frac {-b+{\sqrt {b^{2}-4\cdot a\cdot c}}}{2a}}}
К примеру, если {\displaystyle f(x)=x^{2}}, то уравнение принимает вид:
{\displaystyle ax^{4}+bx^{2}+c=0.}
Такое уравнение 4-й степени называется биквадратным.
С помощью замены
{\displaystyle y=x+{\dfrac {k}{x}}}
к квадратному уравнению сводится уравнение
{\displaystyle ax^{4}+bx^{3}+cx^{2}+kbx+k^{2}a=0,}
известное как возвратное или обобщённо-симметрическое уравнение.

### Дифференциальные
Линейное однородное дифференциальное уравнение с постоянными коэффициентами второго порядка
{\displaystyle y''+py'+qy=0}
подстановкой {\displaystyle y=e^{kx}} сводится к характеристическому квадратному уравнению:
{\displaystyle k^{2}+pk+q=0}
Если решения этого уравнения {\displaystyle k_{1}} и {\displaystyle k_{2}} не равны друг другу, то общее решение имеет вид:
{\displaystyle y=Ae^{k_{1}x}+Be^{k_{2}x}}, где {\displaystyle A} и {\displaystyle B} — произвольные постоянные.
Для комплексных корней {\displaystyle k_{1,2}=k_{r}\pm k_{i}i} можно переписать общее решение, используя формулу Эйлера:
{\displaystyle y=e^{k_{r}x}\left(A\cos {k_{i}x}+B\sin {k_{i}x}\right)=Ce^{k_{r}x}\cos(k_{i}x+\varphi ),}
где A, B, C, φ — любые постоянные. Если решения характеристического уравнения совпадают {\displaystyle k_{1}=k_{2}=k}, общее решение записывается в виде:
{\displaystyle y=Axe^{kx}+Be^{kx}}
Уравнения такого типа часто встречаются в самых разнообразных задачах математики и физики, например, в теории колебаний или теории цепей переменного тока.